# Michael Krasnow
Michael Krasnow (Rochester, 27 de abril de 1969-9 de octubre de 1997) fue un hombre estadounidense, conocido por su autobiografía My life as a male anorexic (‘mi vida como anoréxico’), que describe su vida con un caso grave de anorexia. Cuando tenía 16 años pesaba 52 kg, después de que se le manifestó la anorexia se mantuvo varios años en 34 kg ―que, con una estatura de 1,75 m, representaba un IMC (índice de masa corporal) de 11,1― y cuando falleció (a los 28 años) pesaba 29 .
Creció en Framingham (Massachusetts); su padre era vendedor y su madre constructora.
En los 14 años que fue anoréxico no bebió ni una sola gota de agua, porque pensaba que iba a ser demasiado fácil vivir sin comer mientras se llenaba el estómago con agua. Para él, beber agua representaba una anulación a su fuerza de voluntad.

Ni siquiera tragaba su propia saliva, sino que la escupía en un vaso o en un papel que llevaba adondequiera que iba. Incluso cuando se acostaba tenía algún recipiente para escupir.

Mientras la mayoría de los anoréxicos procuran comer alimentos bajos en calorías, Krasnow consumía porciones pequeñas de alimentos grasos (como mantequilla de cacahuete) por la misma razón por la que no bebía agua: quería demostrarse que era un anoréxico de primer nivel.
Él esperaba que su libro ayudara a otros varones anoréxicos a comprender y quizá superar la enfermedad.